# André Ragot
Pour les articles homonymes, voir Ragot.
André Ragot, né le 24 décembre 1894 à Aiguillon et décédé le 5 novembre 1971 à Toulon, est un officier de marine, résistant et aquarelliste français.

## Biographie
Médecin militaire dans la Marine, il a notamment fait les campagnes d’Extrême-Orient (1931-1932). Directeur du service de santé des Forces navales françaises libres (Toulon 1944), directeur de la santé de la marine Indochine (1945), Grand Officier de la Légion d'honneur, croix de la résistance, croix de guerre 1914-1918. Il fut nommé en septembre 1944 membre du conseil municipal de Sens, alors qu'il était encore dans l'Est. Il fut un membre éminent de l'association des amis de Pierre Loti, du cercle Renan et de l'Union rationaliste.
André Ragot était également un aquarelliste intimiste reconnu, et a laissé de nombreuses œuvres et croquis pris sur le vif, notamment de jeunes marins (il rencontrait tous ses modèles et chacune de ses œuvres conserve au dos le nom, la profession, l'année, le lieu dans tous les ports qu'il visitait). Il a également rapporté de nombreuses aquarelles d'Extrême-Orient, d'Indochine et du Moyen-Orient (Syrie, Égypte, Turquie et Jordanie).

## Sources
- Galerie Au bonheur du jour, Nicole Canet, Biographie et aquarelles de André Ragot
- Conseil Municipal de Sens, délibération du 1er septembre 1944, Association pour la recherche sur l'occupation et la Résistance dans l'Yonne.
- (en) Robert Aldrich, Colonialism and homosexuality, London New York, Routledge, 2003, 436 p. (ISBN 978-0-415-19615-4, BNF 39079592)